# قلب‌الاسد
قَلبُ‌الاَسَد یا قلب شیر (در فارسی میانه: نَـخْو) درخشان‌ترین ستاره، صورت فلکی شیر است.
نام علمی این ستاره آلفا شیر (alpha Leonis) (regulus)است.
در ادبیات فارسی، قلب‌الاسد کنایه از میانهٔ تابستان و چلهٔ گرما است.
نام اصلی پارسی این ستاره یعنی نخو به معنی نخست و نخستین است. نخو به اضافهٔ قلب‌العقرب، دبران و فم‌الحوت چهار ستارهٔ باشکوه و خسروانهٔ ایران باستان بودند.
این ستاره آبی - سفید با قدر ظاهری ۱٫۳۵+ است. هرگاه با دوربین دوچشمی یا تلسکوپ کوچک به آن نگاه کنید همدم کم‌نورتر آن از قدر ۸+ را خواهید دید.